# マリアユリコ
マリア ユリコ（1992年4月13日 - ）は、日本の女優。
千葉県出身。千葉県立木更津東高等学校卒業。
ミスファットウーマンコンテスト2012グランプリ受賞。

## 出演

### テレビ
- ザ!世界仰天ニュース仰天チェンジ （巨大な仏像と言われ仰天チェンジ,日本テレビ）再現VTR
- ザ!世界仰天ニュース仰天チェンジ （親友に裏切られて仰天チェンジ,日本テレビ）再現VTR 親友 役
- パステルゼリー モデル（2012年4月）
- ヨルスパ!（2012年9月）
- ザ!世界仰天ニュース仰天チェンジ（大人になっても痩せなくて仰天チェンジ,日本テレビ）（2013年1月）再現VTR 福田幸菜 役
- ドラクロワ「黒沢かずこスペシャル」 NHK 再現VTR 黒沢かずこ 役
- トリックハンター 年末のダイエット＆防犯SP！（2014年12月10日,日本テレビ）再現VTR 裕子 役
- 行列のできる法律相談所 マツコVS日テレアナ　日テレアナウンサーの噂大検証SP！  （2015年4月12日,日本テレビ）再現VTR 水卜麻美 役
- そんなバカなマン 本物は誰クイズSP！（2015年5月13日,フジテレビ）
- 痛快TV スカッとジャパン「告白ゲーム」（2015年5月18日,フジテレビ）　小田切綾 役
- ダイエットヴィレッジ（2015年11月11日）加藤ゆりこ 名義
- 行列のできる法律相談所 初めて相方に言いますSP（2016年2月28日,日本テレビ）再現VTR 水卜麻美 役
- ザ!世界仰天ニュース仰天チェンジ （ぽっちゃり学園と縁切りで仰天チェンジ）（2016年3月30日,日本テレビ） 友人役
- 金曜日の聞きたい女たち ワケあり女大集合SP!（2016年5月27日）再現VTR 野呂佳代役
- 黒柳徹子だけが知っている THEテレビ伝説 約60年史（2016年7月17日,テレビ朝日）エキストラ
- DASHでイッテQ！行列のできるしゃべくり日テレ系人気番組NO.1決定戦　（2016年10月2日,日本テレビ）　再現VTR 水卜麻美 役
- ザ!世界仰天ニュース仰天チェンジ （そして誰もいなくなって仰天チェンジ）（2017年1月4日,日本テレビ） 再現VTR 仁平和美 役
- 解決!ナイナイアンサー（2017年3月7日）再現VTR 安藤なつ 役
- ニノさん たまにはホメてみませんか?（2017年4月2日,日本テレビ）ネガティブ女性
- DASHでイッテQ行列のできるしゃべくり　日テレ系人気番組No.1決定戦 2017春（2017年4月2日,日本テレビ）再現VTR 水卜麻美 役
- 行列のできる法律相談所（2017年5月21日、日本テレビ）再現VTR ゆりやんレトリィバァ 役
- 爆報! THE フライデー（2017年7月21日、TBSテレビ）再現VTR
- DASHでイッテQ!行列のできるしゃべくり日テレ系人気番組No.1決定戦2017秋（2017年10月1日,日本テレビ）再現VTR 水卜麻美 役
- ザ!世界仰天ニュース仰天チェンジ（彼の気持ちが分からなくて仰天チェンジ）（2017年10月17日）再現VTR 林 ちえみ 役
- DASHでイッテQ！行列のできるしゃべくり日テレ系人気番組NO.1決定戦 2018春 (2018年4月1日,日本テレビ) 再現VTR 水卜麻美 役
- 世界一受けたい授業 (2018年4月21日,日本テレビ) 再現VTR
- TVチャンピオン極_〜KIWAMI〜 デブ飯料理人選手権 (2018年7月1日,テレビ東京) 決勝戦審査員
- DASHでイッテQ行列のできるしゃべくり日テレ系人気番組No.1決定戦2018秋 (2018年10月7日,日本テレビ) 再現VTR 水卜麻美 役
- 踊る!さんま御殿!! (2018年10月16日,日本テレビ) 再現VTR
- ザ!世界仰天ニュース仰天チェンジ (デブ執事と言われ仰天チェンジ,2019年1月8日,日本テレビ) 再現VTR
- 行列のできる法律相談所 (2019年3月10日,日本テレビ）再現VTR 水卜麻美 役
- 中居正広の金曜日のスマイルたちへ (2019年3月29日,TBS) 再現VTR 高橋真麻役
- DASHでイッテQ!行列のできるしゃべくり 日テレ系人気番組No.1決定戦 2019春 (2019年4月7日,日本テレビ) 水卜麻美 役
- DASHでイッテQ!行列のできるしゃべくり 日テレ系人気番組No.1決定戦 2019秋 (2019年10月6日,日本テレビ) 水卜麻美 役
- ザ!世界仰天ニュース仰天チェンジ(BTSと彼が軍隊入りで-43kgの仰天チェンジ.2023年1月3日,日本テレビ) 再現VTR

### テレビドラマ
- 妄想捜査〜桑潟幸一准教授のスタイリッシュな生活（2012年2月、テレビ朝日）
- 土曜プレミアム 世にも奇妙な物語 2012年 春の特別編「試着室」（2012年4月21日、フジテレビ）女友達 役
- 金曜プレステージ「塔馬教授の天才推理1・隠岐島の黄金伝説殺人事件」（2012年6月1日、フジテレビ）和恵 役
- マジすか学園3（2012年7月14日 - 10月6日、テレビ東京）第1, 3, 4, 5, 6話エキストラ
- 仮面ライダーウィザード第26話「学園潜入」（2013年3月10日、テレビ朝日）　ゆうこ 役
- 菜の花ラインに乗りかえて（2013年10月9日、NHK BSプレミアム）女生徒 役
- なるようになるさ。2 第4回（2014年5月13日、TBSテレビ）柔道部員 役
- 軍師官兵衛（2014年、NHK）乳母 役
- リバースエッジ 大川端探偵社 第8話（2014年6月7日、テレビ東京）女生徒 役
- ごめんね青春! 第2話（2014年10月19日、TBSテレビ）風俗嬢 役
- SAKURA〜事件を聞く女〜第1話（2014年10月20日、TBSテレビ） ナース 役
- セカンド・ラブ（2015年2月6日 - 3月20日、テレビ朝日） 森本恵 役
- 番組バカリズム3  <烈火の如く>（2015年3月21日、NHK BSプレミアム）
- デスノート (テレビドラマ)（2015年7月27日、第4話、日本テレビ）　マリア☆ 役
- キャリア〜掟破りの警察署長〜（2016年10月16日、第2話、フジテレビ）スチール出演
- さぼリーマン 飴谷甘太朗（2017年9月14日、第10話、テレビ東京）プリン 役
- ラブホの上野さんシーズン2（2017年11月2日、第4話、フジテレビ）マリコ 役
- 男の操（2017年12月3日、第4話、NHK BSプレミアム）エリ 役
- トドメの接吻（2018年2月11日、第6話、日本テレビ） スチール出演
- ゼロ 一獲千金ゲーム (2018年8月19日,第6話、日本テレビ)
- コンフィデンスマンJP(2019年5月18日,SPドラマ・運勢編)
- 炊飯道(2022年11月13日 - 11月30日) 五郎丸文子 役

### 映画
- バトル・オブ・ヒロミくん（2014年3月）マリア 役
- やるっきゃ騎士（2015年5月） 劇 画子 役
- EIKENBOOGIE〜涙のリターンマッチ〜（2015年） 野崎亜由美 役
- なんでも埋葬屋望月（2015年） 坂上のぞみ 役
- ラブストーリーズ2 ゆれる心 （2016年2月）女C
- 火花 （2017年11月）由貴 役
- あいあい傘 (2018年10月) 太った女 役
- 唐人街探偵 東京MISSION（2021年 中国映画、原題：唐人街探案3） - 太った看護師 役
- 恋する寄生虫（2021年11月） - ハンバーガーショップの店員 役

### 舞台
- 星降る夜に'70s（2011年12月）
- 出来ちゃった（マニア21）（2012年2月）
- 潤色：透明人間の蒸気（2012年3月）
- インディアンビウム（2012年5月）
- Short Sweet Story 学校編（2012年5月）
- SING!（2013年6月）
- Short Sweet Story ハロウィン編（2013年11月）
- LOVEどきゅ〜ん15（2014年1 - 2月）
- アイドル人狼（2014年2月）
- 水芝居 灰水〜アク〜（2014年3月）
- Short Sweet Story エイプリルフール編（2014年4月）ナビゲーター
- LOVEどきゅ〜ん15 再演（2015年2月）
- スイマー 〜起きない君の夢に潜る〜（2015年3月）
- 爆弾と三億とオヤジの純情（2015年6月）
- けんせつ小町純情物語『やるっきゃない！』（2016年10月）鉄筋工 エンジェル 役
- THE FAT（2017年4月）マリコ 役
- 『Brilliant Cat "S"』〜怪盗Sの真実〜（2017年10月）笹倉真紀 役
- 音楽劇 ヨルハ Ver1.2（2018年2月）デイジー 役
- 魔界 (2018年5月18日,第47回-) チュン・チャック 役

### Webドラマ
- 医師 問題無ノ介（2014年12月20日 - BeeTV） 松姫 役
- DAB+（2015年1月 - 3月 YouTube）藤木直美 役
- AKBホラーナイト アドレナリンの夜 第32話 顔認証（2016年1月25日、ビデオパス、テレ朝動画）
- 炎の転校生　第4話（2017年11月10日 - Netflix）鹿山キリ子 役

### イベント
- アイドルボンバイエ（2011年11月）
- デブカワNIGHT Vol.2 〜ぽちゃぽちゃハロウィン〜 （2012年10月）
- ニコニコ神社2014〜さよなら原宿、おもひで干支セトラ〜（2014年1月1日）一日目 巫女
- ニコニコ頂神社 〜崖の上の神様〜（2016年4月29、30日）巫女

### 広告
- 銀座コスメティックラボ・かたつむりクリーム CM
- エステサロン「エヴァーグレース」

### 雑誌
- ミリオン出版　Black ザ・タブー（2012年6月）
- 月刊De☆view8月号（2012年6月）
- 週刊SPA!（2013年3月）
- 美しいキモノ 2013年 夏号（2013年6月）